# Краснолит
Красноли́т — посёлок в Прикубанском внутригородском округе города Краснодара. Входит в состав Берёзовского сельского округа.

## География
Посёлок расположен в северо-западной части городского округа Краснодара, на дороге между посёлком Колосистый (в 5,5 км к юго-востоку) и хутором Копанской (в 3 км к северо-западу).

## История
Посёлок Краснолит был зарегистрирован в Динском районе Краснодарского края 26 октября 1972 года.
Сначала он входил в состав Елизаветинского сельсовета, переданного 17 апреля 1978 года в состав Прикубанского района города Краснодара, а к 1988 году он вошёл в состав Берёзовского сельсовета Прикубанского района.
По данным текущего учёта на 1 января 1999 года на основе переписи 1989 года в посёлке Берёзовского сельского округа в 131 хозяйстве постоянно проживало 378 человек.

## Население
| 2002 | 2010 |
| ---- | ---- |
| 338  | ↘277 |

По переписи 2002 года в национальной структуре населения русские составляли 94 %.
По переписи 2010 года — 277 человек (133 мужчины, 144 женщины).

## Инфраструктура и улицы
В посёлке 5 улиц: Аллейная, Крайняя, Лунная, Озёрная и Тополиная, застройка в основном состоит из блокированных жилых домов. Имеется автобусная остановка, на которой останавливаются автобус № 140а и маршрутка № 121а до Краснодара. Есть водопровод. В посёлке расположены мебельная фабрика «Данко», два продуктовых магазина и маленькое кафе. Ранее работало почтовое отделение, в здании которого затем расположился фельдшерско-акушерский пункт. К северу от посёлка находится заброшенная ферма.